# Jacob Jacobszn Hinlopen
Jacob Jacobszn Hinlopen (* 19. März 1644 in Amsterdam; † 14. März 1705 ebenda) war ein holländischer Patrizier und Politiker auf Stadt- und Landesebene. Er war Ambachtsherr von Urk und Emmeloord.

## Biografie
Jacob Hinlopen entstammte der Familie Hinlopen. Sein Vater war Jacob J. Hinlopen (1621–1679), Kunstsammler und Schepen von Amsterdam. Hinlopen wurde im Rampjaar 1672 zum Schepen ernannt, und 1680 zum Ratsherr. Zwischen 1685 und 1687 war er Abgeordneter in den Generalstaaten, und von 1688 bis 1690 Ratsherr ebendieser. 1691 wurde er Schout der Stadt Amsterdam, eine Position, die er bis 1794 innehatte, als er zum Bürgermeister Amsterdams ernannt wurde. Im folgenden Jahr war er als Schatzmeister der Stadt tätig. Hinlopen war bis zu seinem Tod einer der Direktoren (Bewindhebber) der Niederländischen Ostindien-Kompanie.

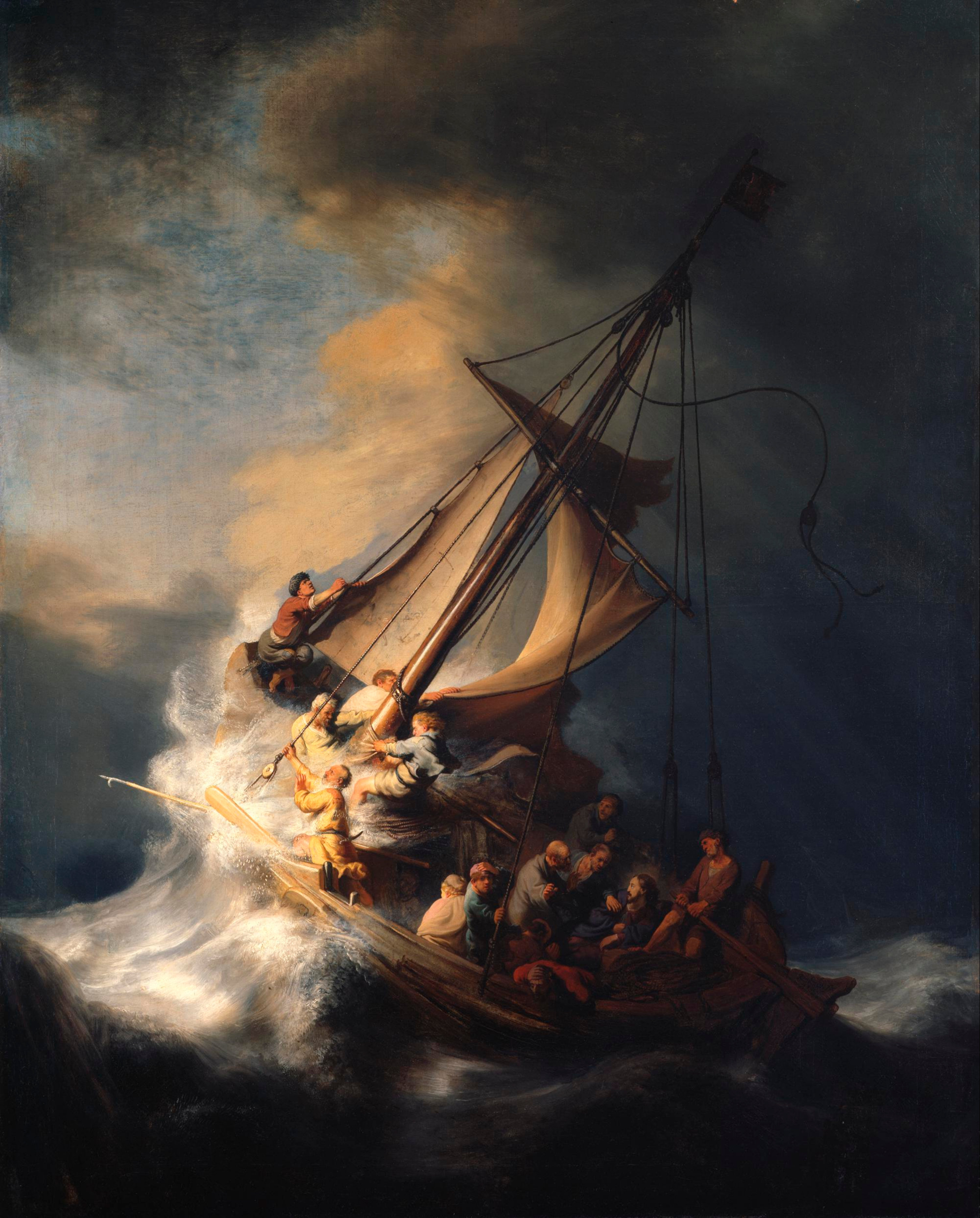
Rembrandts verschollenes Gemälde Christus in de storm op het meer van Genesareth welches im Besitz Hinlopens gestanden hat

Er war auch in Besitz des heutzutage verschollenen Rembrandt-Bildes Christus in de storm op het meer van Genesareth.